# Spurius Herminius Coritinesanus Aquilinus
Pour les articles homonymes, voir Herminius.
Spurius ou Lars Herminius Coritinesanus Aquilinus est un homme politique romain du Ve siècle av. J.-C., consul en 448 av. J.-C.

## Famille
Il est membre des Herminii et est peut-être un descendant de Titus Herminius Aquilinus, un des premiers consuls de la République romaine, en 506 av. J.-C.
Tite-Live donne le praenomen Spurius tandis que Denys d'Halicarnasse le prénomme Lar et Diodore de Sicile, Lars, prénoms attestés dans l'épigraphie étrusque. Le cognomen Aquilinus n'est pas certain.

## Biographie
En 448 av. J.-C., il est consul avec Titus Verginius Tricostus Caeliomontanus. Tous deux sont des patriciens modérés, qui maintiennent la paix intérieure avec les plébéiens après la crise politique des décemvirs et n'ont pas à mener de guerre extérieure.
C'est durant son consulat que le tribun de la plèbe Lucius Trebonius Asper propose au vote la Lex Trebonia qui prévoit que les élections des tribuns doivent se poursuivre jusqu'à l'élection du collège au complet,.

### Auteurs antiques
- Tite-Live, Histoire romaine, Livre III, 65 sur le site de l'Université de Louvain
- Diodore de Sicile, Histoire universelle, Livre XII, 11 sur le site de Philippe Remacle
- (en) Denys d'Halicarnasse, Antiquités romaines, Livre XI, 45-63 sur le site LacusCurtius

### Auteurs modernes
- (en) T. Robert S. Broughton, The Magistrates of the Roman Republic : Volume I, 509 B.C. - 100 B.C., New York, The American Philological Association, coll. « Philological Monographs, number XV, volume I », 1951, 578 p.